# Акарал (Панфіловський район)
Акара́л (каз. Ақарал) — село у складі Панфіловського району Жетисуської області Казахстану. Входить до складу Ушаральського сільського округу.
Населення — 324 особи (2021; 553 у 2009, 273 у 1999).